# Годескалк (Беневенто)
Годескалк (на латински: Godescalcus, Godescalc, Gottschalk; † 743) е между 740 – 743 херцог на Беневенто.

## Биография
Женен е за Анна. След смъртта на Григорий през 740 г. Годескалк е поставен от противниците на краля като dux на Беневенто. Годескалк и Анна подаряват земи на манастира Волтурно. През 742 г. разбира, че лангобардския крал Лиутпранд наближава, той подготвя бягството си във Византия. Убит е от привържениците на Гизулф II от Беневенто.
Жена му Анна и фамилията му с ценностите му успява да избяга с кораб в Гърция. Лиутпранд поставя Гизулф II за dux на Беневенто.